# 上島国利
上島 国利（かみじま くにとし、1940年8月31日 - ）は、日本の医学者・精神科医。専門は精神薬理学。元国際医療福祉大学教授。元杏林大学医学部教授。昭和大学医学部名誉教授。医学博士。

## 来歴
- 1940年 - 東京に生まれる
- 1965年 - 慶應義塾大学医学部医学科卒業
- 1970年 - 慶應義塾大学大学院医学研究科修了（医学博士）[3]
- 1976年 - 杏林大学医学部精神神経科講師
- 1977年 - 杏林大学医学部精神神経科助教授
- 1989年 - 杏林大学医学部精神神経科主任教授
- 1990年 - 昭和大学医学部精神医学教室主任教授。後に昭和大学医学部名誉教授
- 2006年 - 国際医療福祉大学医療福祉学部教授[2][4]

## 人物
精神科臨床一般、とくにうつ病、パニック障害、薬の副作用などの臨床精神薬理学を専門とする。日本うつ病学会を設立した。

## 学会
- 日本うつ病学会初代理事長・名誉会員
- 日本精神科診断学会名誉会員
- 日本総合病院精神医学会名誉会員
- 日本臨床精神神経薬理学会名誉会員

## 著書

### 単著
- 『よくわかる、上手につきあう統合失調症 名医の図解』主婦と生活社、2008年8月。ISBN 9784391136005。
- 『図解決定版 強迫性障害を乗りこえる！最新治療と正しい知識』日東書院本社、2011年5月。ISBN 9784528012455。

### 共著
- 『気分障害治療ガイドライン 第2版』医学書院、2010年3月。ISBN 9784260008815。

### 編著
- 『現場で役立つ精神科薬物療法入門』金剛出版、2005年4月。ISBN 9784772408660。
- 上島国利、平島奈津子『全科に必要な精神的ケアQ&A これでトラブル解決!』総合医学社、2006年1月。ISBN 9784883784080。
- 『働く人のうつ病』中山書店、2008年4月。ISBN 9784521730189。
- 『エキスパートによる強迫性障害(OCD)治療ブック』星和書店、2010年6月。ISBN 9784791107360。

### 監修
- 平島奈津子、上島国利『女性のうつ病がわかる本 ―女性のライフサイクルにあわせてうつの悩み・症状を解決』中外医学社、2006年9月。ISBN 9784879546142。
- 平島奈津子、上島国利『治療者のための女性のうつ病ガイドブック』金剛出版、2010年6月。ISBN 978-4772411387。
- 『精神科臨床ニューアプローチ 2 気分障害』メジカルビュー社、2005年3月。ISBN 9784758302272。
- 『精神科臨床ニューアプローチ 3 神経症性障害とストレス関連障害』メジカルビュー社、2005年5月。ISBN 9784758302289。
- 『精神科臨床ニューアプローチ 4 統合失調症と類縁疾患』メジカルビュー社、2005年7月。ISBN 9784758302296。
- 『精神科臨床ニューアプローチ 6 老年期精神障害』メジカルビュー社、2005年9月。ISBN 9784758302319。
- 『精神科臨床ニューアプローチ 7 児童期精神障害』メジカルビュー社、2005年9月。ISBN 9784758302326。
- 『精神科臨床ニューアプローチ 8 睡眠障害・物質関連障害』メジカルビュー社、2006年2月。ISBN 9784758302333。
- 『精神科臨床ニューアプローチ 5 パーソナリティ障害・摂食障害』メジカルビュー社、2006年5月。ISBN 9784758302302。
- 『精神科臨床ニューアプローチ 1 症候から見た精神医学』メジカルビュー社、2007年2月。ISBN 9784758302265。
- 『精神科治療薬ハンドブック 改訂6版』中外医学社、2010年8月。ISBN 9784498129177。
- 有園正俊、上島国利『よくわかる強迫性障害―小さなことが気になって、やめられないあなたへ』主婦の友社、2010年9月。ISBN 9784072732939。
- 『うつ病薬物治療のエクセレンス ―ミルナシプランの治療経験からみえてくるもの』アルタ出版、2011年2月。ISBN 9784901694421。

### 翻訳
- Neil B. Sandson（著）『精神科薬物相互作用ハンドブック』医学書院、2010年5月。ISBN 9784260009591。

## 関連人物
- 大野裕
- 市橋秀夫
- 皆川邦直
- 野村総一郎
- 樋口輝彦
- 朝田隆